# Nadia Murad
Pour les articles homonymes, voir Murad.
Nadia Murad Basee Taha (en arabe : نادية مراد باسي طه), née le 10 mars 1993 à Kocho en Irak, est une militante des droits de l'homme yézidie.
Le 16 septembre 2016, elle devient ambassadrice de bonne volonté de l'Organisation des Nations unies pour la dignité des victimes de la traite des êtres humains.
Elle a reçu plusieurs distinctions, dont le prix Nobel de la paix en 2018.

## Biographie

### Enfance et adolescence
Nadia Murad Basee Taha naît en 1993 dans une famille pauvre du Nord de l'Irak. La famille de Nadia appartient à la minorité religieuse yézidie (une religion monothéiste). Elle grandit en compagnie de ses douze frères et sœurs dans une grande maison du village de Kocho (ou Kojo), à proximité de Sinjar, la plus grande ville yézidie. La famille possède aussi un grand jardin derrière la maison, qu'elle partage avec ses animaux.
En 2003, son père meurt. Pendant la guerre d'Irak, elle manque une année d'étude car sa mère refuse de la laisser aller étudier dans la ville voisine. Il lui faut attendre l'ouverture d'un collège à Kocho pour qu'elle retourne à l'école, qu'elle quitte à 17 ans. Dotée d'une bonne mémoire, elle aimait tout particulièrement l'histoire.

### Aux mains de l'État islamique

#### Capture
Le 3 août 2014, au début de la seconde guerre civile irakienne, les djihadistes de l'État islamique attaquent Sinjar, tenue par les peshmergas du Gouvernement régional du Kurdistan. Les défenseurs n'opposent qu'une faible résistance puis se replient dans les montagnes pour attendre des renforts, ce qui sera vécu comme un abandon par les milliers d'habitants livrés à eux-mêmes, et la ville tombe en quelques heures. Les Yézidis sont alors sommés de se convertir à l'islam par les nouveaux maîtres de la ville, menés par un certain Abou Hamza, mais la grande majorité d’entre eux refuse. Pendant douze jours ils insistent, amenant même avec eux un mollah pour convaincre les habitants, sans obtenir les résultats escomptés.
C'est le 15 août suivant, vers 11 h, que l'horreur commence : les habitants du quartier où vivent Nadia et sa famille sont convoqués dans une école locale. Là, les femmes, les filles et les enfants sont séparés des hommes et emmenés à l'étage. Alors que Nadia tente de prendre ses neveux avec elle, les djihadistes leur font lever les bras pour vérifier la présence de poils sous les aisselles, ce qui les condamnerait à rester en bas avec les hommes. Réunies à l'étage, les femmes et les enfants sont témoins par la fenêtre du massacre des hommes et des adolescents dans la cour. Par groupes de vingt, ils sont tués par balle ou décapités, certains sont mis dans des bus pour être emmenés ailleurs. Six frères de Nadia périssent ce jour-là,. Les femmes sont triées en trois groupes : les personnes âgées, les mères ou femmes enceintes et les filles. C'est la dernière fois qu'elle voit sa mère, placée dans un groupe différent du sien. Nadia est ensuite emmenée captive en pick-up à Mossoul, ville conquise par les djihadistes deux mois plus tôt, avec ses deux sœurs, ses cousines, ses nièces et les autres femmes et enfants du village,. Pendant le trajet, elles sont sous la surveillance d'un combattant turkmène qui en profite pour pratiquer des attouchements sur les jeunes filles, notamment Nadia dont il s'amuse à pincer le sein gauche. Ses hurlements font arrêter le conducteur et, en punition, le Turkmène l'oblige à rester assise et à le regarder sans cligner des yeux jusqu'à la fin du voyage.

#### Esclavage
Sur place, les prisonnières sont destinées aux combattants. En attendant d'être choisies, elles font la vaisselle et peuvent se partager un peu de thé (un pour trois filles). Nadia intéresse un homme particulièrement grand et imposant, un « monstre », comme elle le décrira à la tribune du Conseil de sécurité de l'ONU en décembre 2015, qui la frappe lorsqu'elle cherche à le dissuader de la prendre avec lui. Pendant que le Turkmène, visiblement aussi intéressé, le prend à partie, elle parvient à attirer l'attention d'un autre homme, « plus petit », qui accepte de la prendre avec lui. Ce commandant de l'État islamique, prénommé Salman, lui demande de changer de religion — elle refuse — et de se marier avec lui. Il lui fait prendre des contraceptifs, la bat et la viole à de nombreuses reprises, la réduisant à l'état d'esclave sexuelle, avant de lui faire subir un viol collectif par ses gardes,. Un jour, elle parvient à sauter du deuxième étage par une petite fenêtre pour s'enfuir, mais est rattrapée par un garde, qui la punit en lui infligeant des brûlures de cigarette.
Pendant des mois, elle passe de propriétaire en propriétaire (elle en connaîtra 13 au total) jusqu'au jour où son maître, un chauffeur de bus au service des djihadistes, la menace de la vendre sur un marché aux femmes et part lui acheter une abaya pour pouvoir la sortir dans Mossoul. Elle en profite pour quitter les lieux et courir dans les rues, frappant aux portes pour demander de l'aide jusqu'à ce qu'une famille d'Irakiens sunnites accepte de l'héberger.

### Ambassadrice des Nations unies
Cette famille de Mossoul lui permet de rester chez elle pendant deux semaines puis lui donne les papiers d'identité de leur fille, grâce auxquels elle passe les postes-frontières en septembre 2014 et part retrouver son frère à Tall Afar, puis rejoint le Kurdistan irakien où elle atteint un camp de réfugiés près de Dahuk,. Deux de ses sœurs parviennent à la rejoindre en janvier. En février 2015, sous le prénom d'emprunt Basima, elle témoigne pour la première fois au journal La Libre Belgique, alors qu'elle se trouve dans le camp de réfugiés de Rwanga. Elle contacte une organisation d'aide aux Yézidis qui lui permet de rejoindre sa sœur en Allemagne en septembre 2015, grâce à une politique de quotas du gouvernement fédéral du Bade-Wurtemberg. Elle s'installe alors à Stuttgart. Son sort attire l'attention de l'avocate britannique et libanaise Amal Clooney, qui la prend sous son aile. En décembre 2015, elle implore le Conseil de sécurité des Nations unies d'intervenir contre l'État islamique, accusant le groupe terroriste de génocide contre les Yézidis. Elle devient ambassadrice de bonne volonté des Nations unies pour la dignité des victimes du trafic d'êtres humains, le 16 septembre 2016.
Elle est lauréate du prix Sakharov en 2016, en même temps que Lamia Haji Bachar. Elle déclare à cette occasion que « cette récompense est un message puissant (…) à notre peuple et aux plus de 6 700 femmes, filles et enfants devenus des victimes de l'esclavage et du trafic d'êtres humains de l'EI, disant que le génocide ne se répétera pas ».
Le 1er juin 2017, presque trois ans après son enlèvement, elle retourne pour la première fois à Kocho. Dans une séquence filmée par les caméras de plusieurs médias internationaux, elle découvre en larmes les ruines de son ancienne maison.
Le 5 octobre 2018, elle reçoit le prix Nobel de la paix avec le gynécologue kino-congolais Denis Mukwege. Après Malala Yousafzai, elle est la deuxième plus jeune lauréate du prix Nobel de la paix, à seulement 25 ans.

## Distinctions
- Prix des droits de l'homme Václav Havel en 2016, décerné par l'Assemblée parlementaire du Conseil de l'Europe.
- Prix Sakharov en octobre 2016, décerné par le Parlement européen.
- Prix Nobel de la Paix 2018 partagé avec Denis Mukwege, pour leurs efforts pour mettre fin à l'emploi des violences sexuelles en tant qu'arme de guerre.

## Film documentaire
Le film documentaire et biographique américain On Her Shoulders réalisé par Alexandria Bombach et sorti en 2018 lui est consacré.